# Сторхамар
«Сторхамар» (норв. Storhamar) — норвежский хоккейный клуб из города Хамар, основанный в 1957 году. Проводит домашние матчи на стадионе под названием «Хамарский олимпийский амфитеатр»(норв. Hamar OL-Amfi). Выступает в высшей норвежской лиге и является одним из самых титулованных клубов страны.

## История

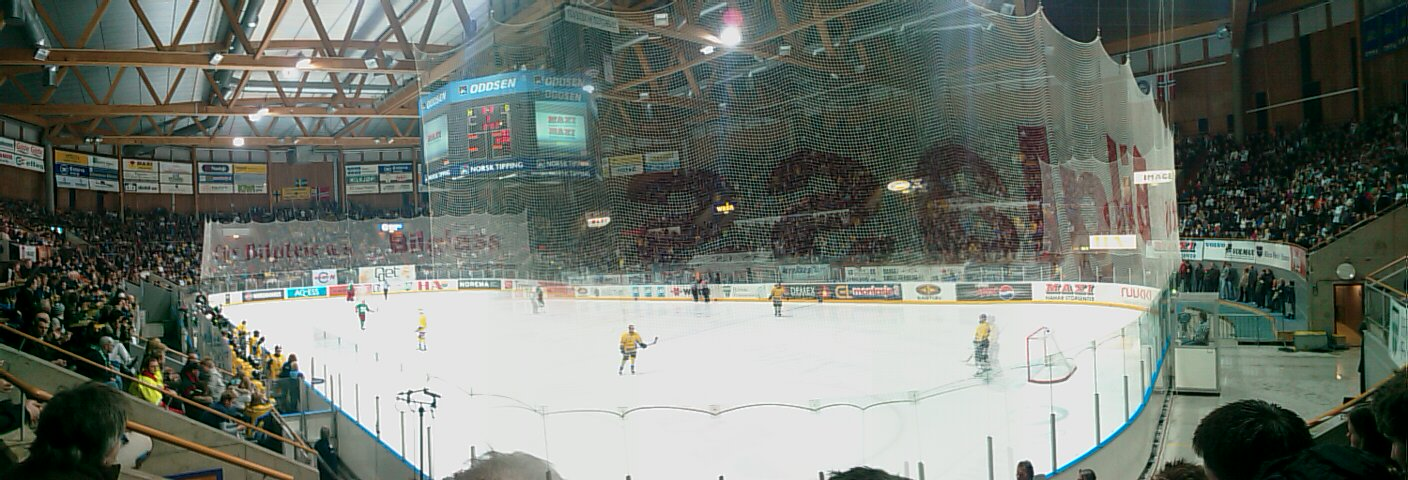
«Сторхамар Дрэгонс» в 2008 году

Хоккейная секция спортивного клуба «Сторхамар» была создана в 1952 году на фоне роста популярности к зимним видам спорта в Норвегии, вызванного Олимпийскими играми, проводившимся в том же году в Осло. Первый матч команда провела в 1956 году, уступив столичной «Волеренге» со счётом 4:9. 18 марта 1957 года считается днём основания клуба, так как в этот день было официально объявлено о вступлении «Сторхамара» в федерацию хоккея Норвегии. В шестидесятые годы клубу удаётся завоевать несколько чемпионств в региональных чемпионатах. В марте 1977 года клуб впервые принял участие в чемпионате Норвегии. В том же году в Хамаре была построена ледовая арена. Несмотря на тяжёлые экономические условия, в середине восьмидесятых годов команде удаётся стать одним из топ-клубов Норвежской лиги. В 1994 году, как следствие Олимпийских игр, проводившихся в Лиллехаммере, в Хамаре была обновлена инфраструктура. Хоккейный клуб «Сторхамар» стал выступать на новой арене. В сезоне 1994/95 клуб завоёвывает первое в своей истории чемпионство. Следующие два сезона команда повторяет успех, а также устанавливает рекорд — 30 матчей без поражений в Норвежской лиге. В 1998 году клуб получил новое имя — «Сторхамар Дрэгонс». В 2000 году команда завоёвывает четвёртый титул. Серьёзные финансовые проблемы могли послужить препятствием дальнейшим выступлениям клуба, но спонсорам удалось удержать «Сторхамар Дрэгонс» на плаву. В сезонах 2001/02 и 2002/03 клуб уступает в финале плей-офф, а в сезоне 2003/04 в пятый раз выигрывает чемпионат Норвегии, обыграв в финале своих давних соперников — «Волеренгу». В 2008 году клуб выиграл шестое золото первенства Норвегии, на этот раз переиграв «Фриск Тайгерс». В том же году клуб вернул себе историческое название «Сторхамар». В сезоне 2013/14 клуб снова столкнулся с проблемами финансового характера, но, как и пятнадцать лет назад, владельцам клуба удалось выправить ситуацию. В сезоне 2014/15 команда в плей-офф в упорной борьбе уступает «Ставангеру» со счётом 3—4 в серии.

## Прежние названия клуба
- 1957—1998 — «Сторхамар»
- 1998—2008 — «Сторхамар Дрэгонс»
- 2008—н. в. — «Сторхамар»

## Достижения
- Норвежская хоккейная лига:
  - Победители (7)  : 1995, 1996, 1997, 2000, 2004, 2008, 2018